# Delphine LaLaurie

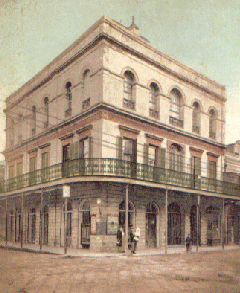
La mansión LaLaurie en una postal de 1906

Marie Delphine LaLaurie nacida Macarty o Maccarthy, (Nueva Orleans, 19 de marzo de 1787 – París, 7 de diciembre de 1849) fue una socialité y asesina en serie nacida en el estado de Luisiana, Estados Unidos que se volvió famosa por haber torturado y asesinado a un gran número de esclavos negros. 
Lalaurie nació en Nueva Orleans y se casó tres veces a lo largo de sus años. Mantuvo una importante posición en los círculos sociales de su ciudad natal hasta el 10 de abril de 1834, cuando rescatadores que habían respondido a un incendio en su mansión en Royal Street descubrieron varios esclavos amarrados dentro de la casa que mostraban evidencia de haber sido torturados por mucho tiempo. Después de esto la casa de LaLaurie fue saqueada por una multitud de ciudadanos enfurecidos, y se cree que ella escapó hacia París, en donde se especula que pasó el resto de sus días.
En 2016, la mansión en Royal Street en donde LaLaurie vivió se mantiene en pie y es un emblemático edificio de Nueva Orleans, propiedad de Nicolas Cage.

## Biografía
Delphine Macarty nació aproximadamente en 1787, siendo una de cinco hermanos. Su padre fue Barthelmy Louis Macarty, cuyo padre, Barthelmy Macarty, llevó a su familia a Nueva Orleans desde Irlanda más o menos en el año 1730. Su madre fue Marie Jeanne Lovable, también conocida como "la viuda Lecomte", cuyo matrimonio con Barthelmy Louis Macarty era su segundo. Ambos eran importantes miembros de la comunidad créole blanca de Nueva Orleans, por entonces parte del Virreinato de la Nueva España. El primo de Delphine, Augustin de Macarty, fue alcalde de la ciudad entre 1815 y 1820.
El 11 de junio de 1800, Delphine Macarty se casó con Don Ramón de López y Angulo, un Caballero de la Real y Distinguida Orden Española de Carlos III, en la Catedral de San Luis de Nueva Orleans. Para 1804, Don Ramón había ascendido a la posición de cónsul general de España en Luisiana. También en 1804, Delphine y Don Ramón viajaron a España. Los relatos sobre el viaje difieren. Grace King escribió en 1921 que el viaje fue un "castigo militar" para Don Ramón, y que Delphine conoció a la reina, quien se mostró impresionada con la belleza de Delphine. El reporte de 1936 de Stanley Arthur era diferente; él indicó que el 26 de marzo de 1804, Don Ramón fue convocado en forma extraordinaria a la corte de España "para tomar una nueva posición en la corte", pero que nunca llegó a España porque murió en La Habana cuando estaba en camino a Madrid.
Durante el viaje, Delphine dio a luz a una hija, llamada Marie Borgia Delphine López y Angulo de la Candelaria, de sobrenombre "Borquita". Delphine y su hija luego regresaron a Nueva Orleans.
En junio de 1808, la viuda Delphine se casó con Jean Blanque, otro anciano que era un importante banquero, comerciante, abogado y legislador. Cuando se casaron, Blanque compró una casa en Royal Street 409 en Nueva Orleans para la familia, la cual más adelante sería conocida como Villa Blanque. Delphine tuvo cuatro hijos más con Blanque, llamados Louise Pauline, Louise Marie Laure, Marie Louise Jeanne, y Jean Pierre Paulin Blanque.
Blanque murió en 1816. Delphine se casó por tercera vez el 25 de junio de 1825, esta vez con el médico Leonard Louis Nicolas Lalaurie, quien era mucho más joven que ella. Por lo que se especula que ella lo odiaba y solo estaba con él por interés. En 1831 compró una propiedad en Royal Street 1140, la cual administró por su cuenta con muy poca participación de su esposo, y para 1832 había construido una mansión de tres pisos allí que incluía una dependencia para esclavos. Madame Lalaurie vivió allí con su esposo y dos de sus hijas, y mantuvo una posición importante en los círculos sociales de Nueva Orleans.

## Incendio de 1834

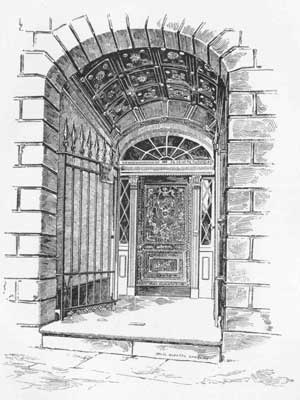
Representación artística de la entrada de la propiedad ubicada en Royal Street 1140, c. 1888.

Los LaLaurie, como era la costumbre de las personas de clase social elevada en ese entonces, tenían varios esclavos negros que vivían en una dependencia especial en su mansión en Royal Street. Las historias sobre el trato de Delphine LaLaurie hacia sus esclavos entre 1831 y 1834 varían. Harriet Martineau, escribió en 1838, según historias que los residentes de Nueva Orleans le contaron durante su visita en 1836, que los esclavos de Lalaurie parecían estar "muy demacrados y desdichados"; sin embargo, en público LaLaurie se mostraba por lo general muy amable con la gente de raza negra y preocupada de la salud de sus esclavos, y los registros de la época muestran que LaLaurie emancipó a dos de sus propios esclavos (Jean Louis en 1819 y Devince en 1832). Sin embargo, Martineau reportó que los rumores públicos sobre el maltrato de LaLaurie hacia sus esclavos fueron suficientes para que un abogado local fuera enviado a Royal Street para recordar a LaLaurie las leyes relativas al mantenimiento de esclavos. En su visita, el abogado no encontró ninguna evidencia de maltrato de esclavos por parte de LaLaurie.
Martineau también contó otras historias de la crueldad de LaLaurie que eran conocidas entre los residentes de Nueva Orleans en más o menos el año 1836. Indicó que, poco después de la visita del abogado local, uno de los vecinos de LaLaurie vio a uno de los esclavos de LaLaurie, una niña de doce años llamada Lía (o Leah), morir tras caer desde el tejado de la mansión en Royal Street mientras trataba de evitar ser castigada a latigazos por Delphine LaLaurie. Lía había estado cepillando el cabello de Delphine cuando le provocó un tirón por accidente, lo que causó que LaLaurie cogiese un látigo y la persiguiese. El cuerpo fue enterrado más adelante en el jardín de la mansión. Según Martineau, este incidente llevó a una investigación de los LaLaurie, la cual los encontró culpables de crueldad ilegal y los obligó a dejar ir a nueve esclavos. Los nueve esclavos fueron comprados de vuelta por los LaLaurie a través de la intermediación de uno de sus familiares, y traídos de vuelta a su residencia en Royal Street. De igual manera, Martineau reportó historias de que LaLaurie mantenía a su cocinera amarrada al horno en la cocina, y golpeaba a sus hijas cuando trataban de alimentar a los esclavos.
El 10 de abril de 1834 se inició un incendio en la residencia de los LaLaurie en Royal Street, el cual había comenzado en la cocina. Cuando la policía y los bomberos llegaron al lugar, encontraron a una mujer de setenta años, la cocinera, amarrada al horno por un tobillo. Más adelante declararía que ella misma había iniciado el incendio como un intento de suicidio por miedo a su castigo -ser llevada a la ergástula en el último piso- ya que dijo que nadie que había sido llevado allá había regresado. Según informó el New Orleans Bee del 11 de abril de 1834, la gente que se encontraba en la zona respondió al incendio tratando de ingresar a las dependencias de los esclavos para asegurarse de que todos podían ser evacuados. Luego de que los LaLaurie se negaron a entregar las llaves del lugar, las personas que estaban ayudando tumbaron las puertas de la dependencia de esclavos y encontraron "siete esclavos más o menos, mutilados horriblemente... suspendidos por el cuello, con sus extremidades aparentemente estiradas y rajadas de una extremidad a la otra", quienes dijeron haber estado encarcelados allí por unos cuantos meses.
Una de las personas que entró al lugar fue el Juez Jean-Francois Canonge, quién después declaró haber encontrado en la mansión LaLaurie, entre otros, a "una negra... utilizando un collar de hierro" y "una vieja mujer negra que había recibido una herida muy profunda en su cabeza [que estaba] demasiado débil para poder caminar". Canonge dijo que cuando interrogó al esposo de Madame LaLaurie sobre los esclavos, este le contestó en forma insolente que "algunas personas debían quedarse en su casa en lugar de ir a las casas de otras para dictar leyes y meterse en las vidas de los demás".
Una versión de esta historia que circuló en 1836, recopilada por Martineau, añadió que los esclavos estaban esqueléticos, mostraban señales de haber sido azotados, eran amarrados en posturas restrictivas, y utilizaban collares de hierro con púas que mantenían sus cabezas en posiciones estáticas.
Cuando el descubrimiento de la tortura de esclavos se hizo bien conocido, una turba de ciudadanos locales atacaron la residencia de LaLaurie y "demolieron y destruyeron todo lo que pudieron". Un sheriff y sus oficiales fueron enviados a dispersar a la multitud, pero para cuando la gente se fue, la propiedad en Royal Street había sufrido daños importantes, y "no quedaba mucho más que las paredes". Los esclavos torturados fueron llevados a una cárcel local, en donde los pusieron a vista del público. El New Orleans Bee reportó que para el 12 de abril, unas 4.000 personas habían ido a ver a los esclavos torturados para "convencerse de su sufrimiento".
El Pittsfield Sun, citando al New Orleans Advertiser en un artículo escrito varias semanas después de la evacuación de la dependencia de esclavos de LaLaurie, indicó que dos de los esclavos encontrados en la mansión de LaLaurie habían muerto desde su rescate y añadió: "Entendemos que... luego de cavar en el jardín, se encontraron cuerpos, y una vez destapado el pozo de la mansión se encontraron más, entre ellos el de un niño". Estas declaraciones fueron repetidas por Martineau en su libro de 1838 Retrospect of Western Travel, en donde indicó que el número de cuerpos desenterrados fueron dos, incluyendo al niño.

## Vida posterior y muerte
La vida de LaLaurie después del incendio de 1834 no está bien documentada. Martineau escribió en 1838 que LaLaurie se escapó de Nueva Orleans durante los disturbios que tuvieron lugar después del incendio, tomando un carruaje hasta el puerto y viajando desde allí en goleta hasta Mobile, Alabama y desde allí hasta París. Para cuando Martineau visitó la mansión de Royal Street personalmente en 1836 aún estaba desocupada y muy dañada, con "ventanas rotas y paredes vacías".
Las circunstancias de la muerte de Delphine LaLaurie tampoco son claras. George Washington Cable reportó en 1888 sobre una popular -aunque poco sustanciada- historia que circulaba en esa época de que LaLaurie había muerto en Francia en un accidente mientras cazaba jabalíes. Sea cual sea la verdad, a finales de los años 1930, Eugene Backes, quién fue el sexton del Cementerio #1 de Saint Louis hasta 1924, descubrió una vieja y rajada placa de cobre en el Pasillo 4 del cementerio. La inscripción en la placa leía: "Madame LaLaurie, née Marie Delphine Macarty, décédé à Paris, le 7 Décembre, 1842, à l'âge de 67." (en español: Madame LaLaurie, nacida Marie Delphine Macarty, murió en París, el 7 de diciembre de 1842, a la edad de 67 años). Sin embargo, según los archivos franceses, murió en 1849.

## Folklore
Historias sobre el maltrato de los esclavos por parte de LaLaurie circularon por Luisiana durante el siglo XIX, y fueron distribuidas como parte de colecciones de historias escritas por Henry Castellanos y George Washington Cable. Las historias de Cable (no confundir con su novela de 1881 Madame Delphine, la cual no tiene relación alguna con LaLaurie) se basaban en artículos contemporáneos en periódicos locales como el New Orser, y el relato de Martineau de 1838, Retrospect of Western Travel, pero fusionado en una síntesis, diálogo y suposición, completamente de creación propia.
Después de 1945, las historias de los esclavos de LaLaurie se volvieron considerablemente más explícitas. Jeanne deLavigne, escribió en la publicación Ghost Stories of old New Orleans (en español, Historias de Fantasmas en la Antigua Nueva Orleans), que supuestamente LaLaurie tenía un "sadístico apetito que no parecía saciarse sino hasta que infligía en uno o más de sus esclavos una terrible forma de tortura" e indicó que las personas que respondieron al incendio de 1834 habían encontrado "esclavos, completamente desnudos, encadenados a la pared, con los ojos arrancados, sus uñas arrancadas de raíz; otros tenían sus articulaciones completamente raspadas e infectadas, agujeros grandes en sus nalgas de donde se había arrancado un pedazo de carne, sus orejas colgando de sus cabezas, sus labios amarrados... intestinos al aire y amarrados alrededor de sus cinturas desnudas. Había agujeros en sus cráneos, en donde un palo había sido utilizado para batir los cerebros". DeLavigne no citó ninguna fuente directa de estas acusaciones, y no fueron confirmadas por las fuentes principales.
La historia fue popularizada y exagerada en Journey Into Darkness: Ghosts and Vampires of New Orleans de 1998 (en español, Viaje a la Oscuridad: Fantasmas y Vampiros de Nueva Orleans) de Kalila Katherina Smith, la dueña de un tour de fantasmas en la ciudad. El libro de Smith añadía varios detalles más explícitos a los descubrimientos que supuestamente habían hecho los rescatadores en el incendio de 1834, incluyendo una "víctima a la que claramente le habían amputado los brazos y su piel había sido arrancada en un patrón circular, haciéndola ver como un gusano," y otra a la que le habían roto los brazos y vueltos a acomodar "en ángulos extraños que la hacían ver como un cangrejo humano". Muchos de los detalles en el libro de Smith no tenían fuentes, y otros no fueron confirmados por las fuentes primarias citadas.
Hoy en día, muchas de las nuevas versiones del mito de LaLaurie utilizan las versiones de Smith y deLavigne como fuentes para describir torturas explícitas, y para elevar el número de esclavos que murieron bajo el cuidado de LaLaurie hasta cerca de los cien.

## Mansión LaLaurie

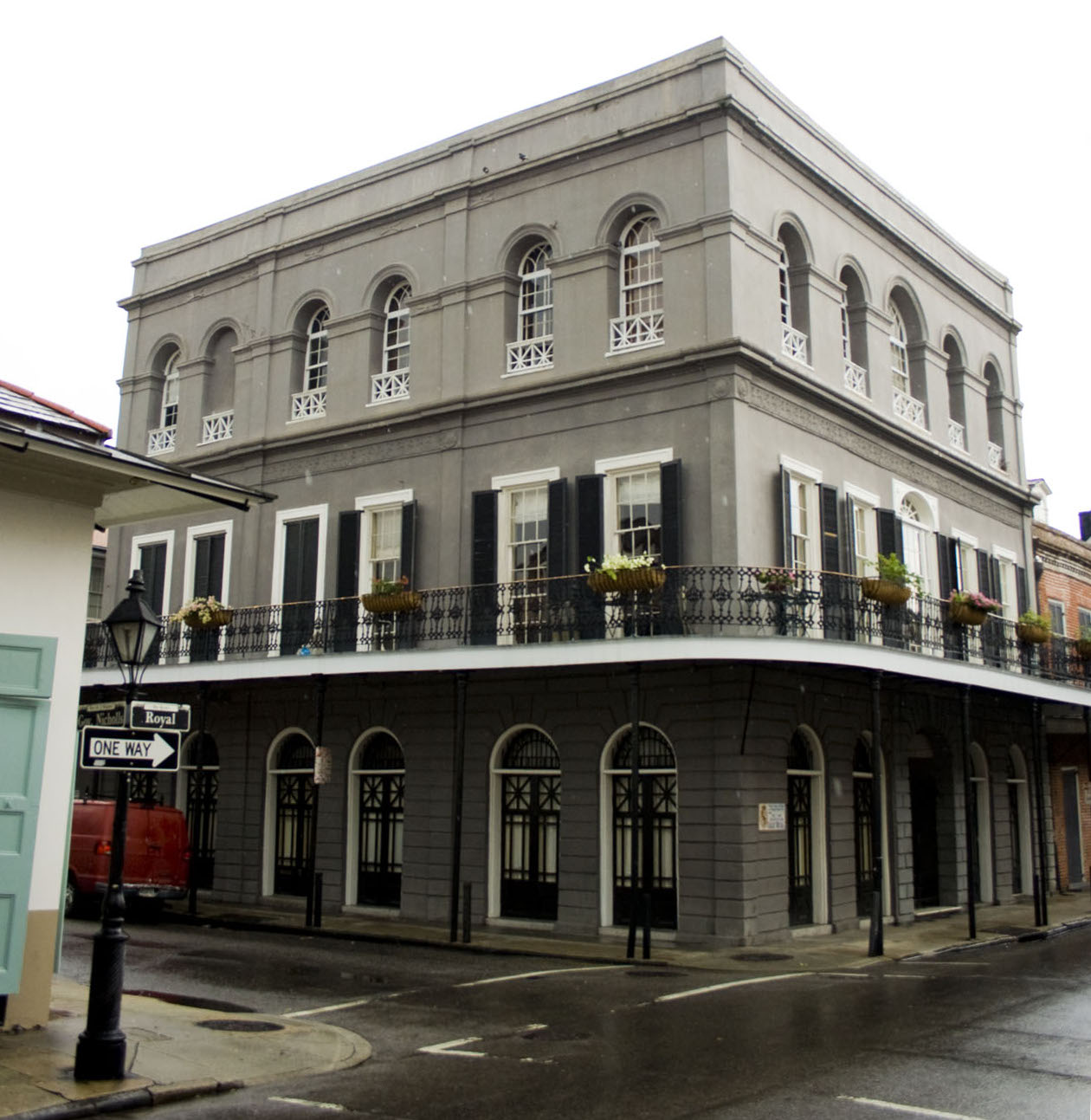
La mansión LaLaurie en Royal Street 1140, fotografiada en septiembre de 2009.

La casa en la que vivía Delphine LaLaurie en Nueva Orleans cuando ocurrió el incendio de 1834 aún sigue en pie en Royal Street Nº 1140, en la esquina de Royal Street y la Calle Governor Nicholls (anteriormente conocida como Hospital Street). Con sus tres pisos, fue descrita en 1928 como "el edificio más alto en varias cuadras", lo que quería decir que "desde la cúpula en el techo se podía mirar hacia el French Quarter y ver la media luna del Mississippi antes que Jackson Square". La entrada al edificio tiene rejas de hierro, y la puerta está grabada con una imagen de "Febo en su carruaje, con una corona de flores y guirnaldas en bajorrelieve". En el interior, el vestíbulo cuenta con un piso de mármol blanco y negro, y un barandal de caoba que sube hasta el tercer piso del edificio. El segundo piso cuenta con tres cuartos de dibujo grandes conectados por puertas deslizables ornamentadas, cuyas paredes están decoradas con escarapelas de yeso, madera esculpida, repisas de chimenea de mármol negro y pilastras estriadas.
Luego de que LaLaurie huyera de los Estados Unidos, la casa estuvo en ruinas hasta casi 1836, pero en algún momento antes de 1888 fue "restaurada hasta quedar irreconocible", y en las décadas siguientes fue utilizada sucesivamente como una escuela pública, un conservatorio de música, una casa pública, un refugio de delincuentes juveniles, un bar, una tienda de muebles y un edificio de departamentos de lujo.
En abril de 2007, Nicolas Cage compró la mansión LaLaurie a través de Hancock Park Real Estate Company LLC por $3,45 millones. Los documentos de la hipoteca fueron acomodados de tal manera que el nombre de Cage no apareciera en ninguno de ellos. El 13 de noviembre de 2009, la propiedad, valuada en ese momento en $3.5 millones, fue subastada como resultado de una liquidación bancaria y comprada por Regions Financial Corporation por $2.3 millones.

## En otros medios
- La poeta Jennifer Reeser ha escrito un poema épico en terza rima titulado The LaLaurie Horror  en el que relata la historia y el folclor de la mansión.
- En el primer episodio de la primera temporada de la serie-documental: Las verdaderas mujeres asesinas se habla sobre este caso.
- Kathy Bates hace el papel de Delphine LaLaurie en la serie de televisión estadounidense American Horror Story, en la tercera temporada: American Horror Story: Coven.[33]

### Libros
- Arthur, Stanley Clisby (1936). Old New Orleans: A History of the Vieux Carré, Its Ancient and Historical Buildings. New Orleans, LA: Harmanson. ISBN 0788427229. OCLC 19380621.
- Cable, George Washington (1888). Strange True Stories of Louisiana. New York: The Century Co. ISBN 0-559-09492-2.
- Castellanos, Henry C; Kelleher Schafer, Judith; Reinecke, George F (1895). New Orleans as it was: episodes of Louisiana life. Baton Rouge: Louisiana State University Press. ISBN 0-8071-3209-8.
- de Bachellé Seebold, Herman Boehm (1941). Old Louisiana Plantation Homes and Family Trees. Gretna, LA: Pelican Publishing. ISBN 1-58980-263-2.
- DeLavigne, Jeanne (1946). Ghost Stories of Old New Orleans. New York; Toronto: Rinehart & Co. OCLC 5128595.
- King, Grace Elizabeth (1921). Creole Families of New Orleans. New York: MacMillan & Co. ISBN 0-87511-142-4. OL 13489529M.
- Martineau, Harriet (1838). Retrospect of Western Travel 2. London: Saunders & Otley. OCLC 80223671.
- Saxon, Lyle (1928). Fabulous New Orleans. New York, London: The Century Co. ISBN 9781455604029. OCLC 421892.
- Smith, Kalila Katherina (1998). Haunted History Tours presents... Journey Into Darkness: Ghosts & Vampires of New Orleans. New Orleans, LA: De Simonin Publications. ISBN 1-883100-04-6.

### Series
American Horror Story Coven: https://es.wikipedia.org/wiki/American_Horror_Story:_Coven

### Publicaciones académicas
- Morlas, Katy Francis (2005). La Madame Et La Mademoiselle: Creole Women In Louisiana, 1718–1865. Louisiana State University. Archivado desde el original el 7 de agosto de 2011.
- Baker, Courtney R (2008). Misrecognized: Looking at Images of Black Suffering and Death. Duke University.

### Periódicos
- «The conflagration at the house occupied by the woman Lalaurie..». New Orleans Bee. 11 de abril de 1834. – The relevant text appears at the top-left of the linked scan. A transcript of this article can be found here for ease of reading.
- «The popular fury which we briefly adverted to in our paper of yesterday..». New Orleans Bee. 12 de abril de 1834. – The relevant text appears at the top-left of the linked scan. A transcript of this article can be found here for ease of reading.
- Pittsfield Sun. 8 de mayo de 1834.
- «Epitaph-Plate of 'Haunted' House Owner Found Here». Times-Picayune. 28 de enero de 1941. – A transcript of this article can be found here for ease of reading.

### En línea
- Goldsborough, Bob (24 de abril de 2007). «Nicolas Cage buys house in New Orleans' French quarter for $3,450,000». Big Time Listings. Celebrity Real Estate Homes Big Time Listings. Consultado el 26 de noviembre de 2010.
- Taylor, Troy (2000). «The Legacy of Madame Delphine LaLaurie». Denise's Dreams. Strange Nation. Archivado desde el original el 28 de julio de 2010. Consultado el 10 de enero de 2011.
- Yousuf, Hibah (16 de noviembre de 2009). «Nicolas Cage loses 2 homes in foreclosure auction». CNNMoney.com. Cable News Network. Consultado el 30 de diciembre de 2010.